# L'Algérino
L'Algérino, pseudonimo di Samir Djoghlal (Marsiglia, 2 maggio 1981), è un rapper e cantante francese di origine algerina.

## Biografia
Samir Djoghlal è nato a Marsiglia, da genitori Chaoui algerini di Khenchela. Durante l'infanzia, fa amicizia con i futuri rapper Soprano e Alonzo. Inizia a scrivere testi all'età di 9 anni, ma non è inizialmente intenzionato a intraprendere una carriera musicale, iniziando una formazione da ingegnere dopo aver ottenuto un diploma di liceo scientifico.

## Carriera
L'Algérino viene scoperto da Akhenaton, membro del gruppo IAM, nel 2001, e firma un contratto per la sua etichetta, la 361 Records. Il 5 aprile 2005 pubblica il suo primo album in studio, intitolato Les derniers seront les premiers, che gli permette di ottenere visibilità nella scena francese e di fare amicizia con il rapper Sinik durante un concerto. Nel 2007 esce Mentalité pirate, il suo secondo album, pubblicato per l'etichetta indipendente Six-O-Nine, che riscuote un notevole successo, grazie a brani come L'envie de vaincre, Fleur fanée, Johnny Hama ed Entre 2 flammes.
Il suo terzo album, Effet miroir, esce il 29 marzo 2010, seguito l'anno successivo da C'est correct, contenente le collaborazioni di artisti come Nassi, Soprano o Gad Elmaleh. Successivamente, il rapper passa sotto l'etichetta di Gims Monstre Marin Corporation, con la quale pubblica il suo quinto album in studio, Aigle royal, il 6 ottobre 2014.
Il 23 ottobre 2015 viene reso disponibile l'album Oriental Dream, caratterizzato da sonorità raï e dalla presenza di collaborazioni con altri artisti di origine algerina come Lacrim, Ghazel e Cheb Kalass. L'anno seguente L'Algérino pubblica il suo settimo album, Banderas, che prende il nome dall'omonimo attore. Il 22 giugno 2018 esce International, contenente collaborazioni con Soolking, Soprano, Alonzo, Naps e Boef e certificato disco d'oro all'inizio del 2019.
Nel 2020 partecipa al progetto ideato da Jul 13'Organisé, che riunisce circa 50 artisti della scena marsigliese. Il 18 giugno 2021 esce invece il suo nono album Moonlight, anticipato dai singoli La vida con Soprano, Moula max con Heuss l'Enfoiré e Sapapaya con SCH e Jul.

## Discografia

### Album in studio
- 2005 – Les derniers seront les premiers
- 2007 – Mentalité pirate
- 2010 – Effet miroir
- 2011 – C'est correct
- 2014 – Aigle royal
- 2015 – Oriental Dream
- 2016 – Banderas
- 2018 – International
- 2021 – Moonlight